# Tanganikallabes
Tanganikallabes – rodzaj słodkowodnych ryb sumokształtnych z rodziny długowąsowatych (Clariidae).

## Zasięg występowania
Gatunki endemiczne jeziora Tanganika w Afryce.

## Klasyfikacja
Gatunki zaliczane do tego rodzaju:
- Tanganikallabes alboperca
- Tanganikallabes mortiauxi
- Tanganikallabes stewarti

Gatunkiem typowym jest T. mortiauxi.